# Desa Sinargalih (administrativ by i Indonesien, lat -6,71, long 107,37)
Desa Sinargalih är en administrativ by i Indonesien.   Den ligger i provinsen Jawa Barat, i den västra delen av landet, 80 km sydost om huvudstaden Jakarta. Desa Sinargalih ligger vid sjön Waduk Cirata.